# 硫酸甲乙酯
硫酸甲乙酯是一种有机化合物，化学式为C3H8O4S，是一种不对称硫酸酯。它可由氯磺酸乙酯（CH3CH2OSO2Cl）和甲醇钠（或亚硫酸二甲酯）在无水乙醚中反应得到。它也可由N,N-二甲基氨基甲酸乙酯和硫酸二甲酯在丙酮中反应得到。它和苯酚钠反应，可以得到苯甲醚。